# Sparganium fluctuans
Sparganium fluctuans là một loài thực vật có hoa trong họ Typhaceae. Loài này được (Engelm.) B.L.Rob. miêu tả khoa học đầu tiên năm 1905.

## Hình ảnh

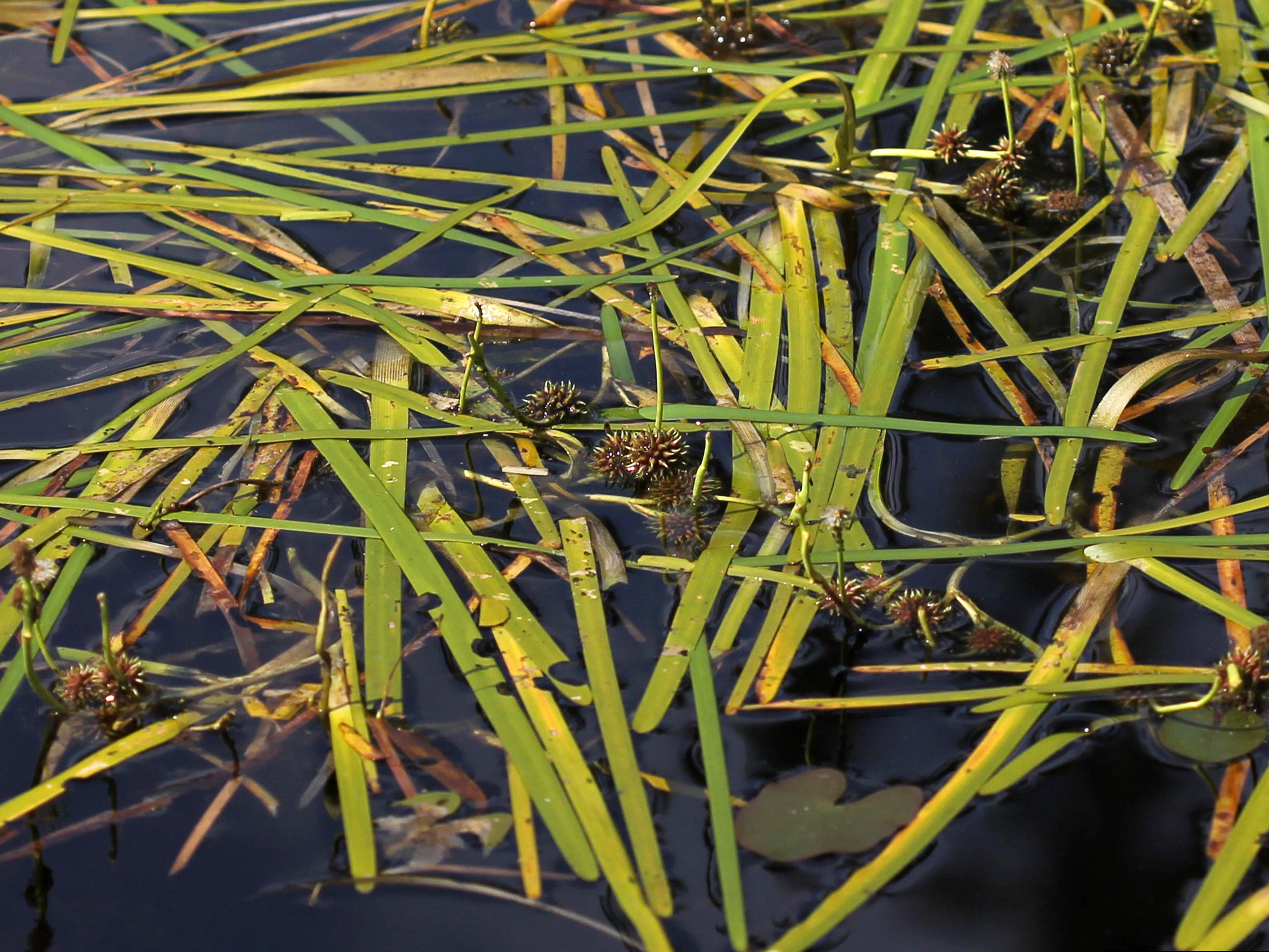